# Emanuel Lasker
Emanuel Lasker   (Barlinek, 24 de desembre de 1868 - Nova York, 11 de gener de 1941) fou un jugador d'escacs alemany. Va ser el segon Campió del món d'escacs, títol que va conservar durant 27 anys, des del 1894 fins al 1921. Hom el considera un dels millors jugadors de la història.

## Biografia i resultats destacats en competició
Va néixer a Berlinchen, llavors Estat de Brandenburg (actualment Barlinek a Polònia). Alumne avantatjat en matemàtiques, des que era un nen es va sentir atret pels escacs, llançant-se a la competició malgrat l'oposició familiar. Després de guanyar diferents torneigs, va desafiar el llavors compatriota seu Siegbert Tarrasch —Alemanya s'havia format el 1871— a un matx que aquest no va acceptar, per la qual cosa va decidir provar sort contra el campió del món, Wilhelm Steinitz. El desafiament es va celebrar el 1894 a Nova York, Filadèlfia i Mont-real, i va acabar amb el triomf de Lasker (partides guanyades:10 perdudes:5 taules:4).
A partir d'aquest moment, va disputar els següents matxs pel títol de campió del món d'escacs:
1) El 1898 a Moscou contra Wilhelm Steinitz (matx de revenja): (partides guanyades;10 perdudes:2 taules:5)
2) El 1907 a Nova York, Filadelfia, Baltimore, Chicago i Memphis contra Frank Marshall; guanyades:8 perdudes:0 taules:7
3) El 1908 a Düsseldorf i Múnic contra Siegbert Tarrasch; guanyades:8 perdudes:3 taules:5.
4) El 1910 a Viena i Berlin, Lasker va empatar amb Carl Schlechter després de disputar 10 partides (8 taules, una guanyada i una perduda), conservant el títol.
5) El mateix any 1910 va derrotar en Dawid Janowski a Berlin (guanyades:8 perdudes:0 taules:3)
6) Finalment va perdre el títol contra Capablanca el 1921 a l'Havana, sense aconseguir guanyar cap partida (4 perdudes, 10 taules), de manera que el matx, programat inicialment a 24 partides, va acabar abans d'hora.
Va participar en nombrosos torneigs, i en va guanyar alguns de molt prestigiosos: Hastings (1895), Sant Petersburg (1896 i 1914) o el Torneig de Nova York 1924. Al Torneig de Moscou de 1925 hi fou segon, rere Efim Bogoljubow, però per davant de Capablanca.
El seu estil s'ha anomenat "psicològic", atès que molts cops triava continuacions que no eren necessàriament les millors, sinó les que més complicaven el joc a l'adversari amb el qual s'enfrontava. Així, en posicions objectivament perdudes, intentava crear complicacions de les quals la seva formidable capacitat tàctica li permetia sortir triomfant. Alguns autors consideren en Mikhaïl Tal un exponent posterior del mateix estil.
De la seva vida privada és digne de menció que va ser amic d'Albert Einstein, les teories de qui seguia amb interés, així com que el 1934 els seus béns foren confiscats pels nazi, atès el seu origen jueu, i va haver d'abandonar Alemanya.
Retirat del món dels escacs, va haver de tornar-hi després de quedar arruïnat arran del crack de la Borsa de 1929.
El seu darrer gran torneig fou el celebrat a Nottingham el 1936. Va morir el 1941 als Estats Units.